# Валя-Фаурулуй
Валя-Фаурулуй (рум. Valea Faurului) — село у повіті Арджеш в Румунії. Входить до складу комуни Мушетешть.
Село розташоване на відстані 133 км на північний захід від Бухареста, 38 км на північ від Пітешть, 124 км на північний схід від Крайови, 81 км на південний захід від Брашова.

## Населення
За даними перепису населення 2002 року у селі проживали 165 осіб, усі — румуни. Усі жителі села рідною мовою назвали румунську.